# Greenaway (quadrangle)

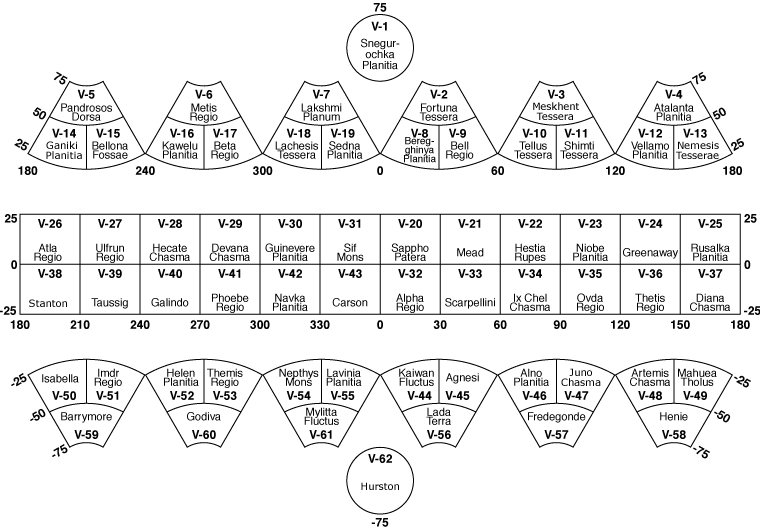
Quadrangles op Venus op schaal 1 : 5.000.000

Greenaway (V–24; breedtegraad 0°–25° N, lengtegraad 120°–150° E) is een quadrangle op de planeet Venus. Het is een van de 62 quadrangles op schaal 1 : 5.000.000. Het quadrangle werd genoemd naar de gelijknamige krater die op zijn beurt genoemd werd naar de Engelse schrijfster en illustrator Kate Greenaway (1846-1901).

## Beschrijving
Het Greenaway-quadrangle beslaat een equatoriale strook van 8.400.000 km² van laaglanden en hooglanden. Het gebied wordt begrensd door het korstplateau Thetis Regio in het zuiden en Gegute Tessera in het westen. De rest van het gebied bestaat uit een deel van Llorona Planitia, dat deel uitmaakt van de uitgestrekte laaglanden die ongeveer 80 procent van het oppervlak van Venus beslaan. In het zuidelijke gebied is de noordrand van Aphrodite Terra, inclusief Thetis Regio, dat de hoogste topografie in Greenaway omvat met hoogtes die meer dan een kilometer boven de gemiddelde planetaire straal (MPR; 6051,84 km) reiken. Aphrodite Terra helt steil noordwaarts naar Llorona Planitia. Een brede noordoostwaartse topografische boog vol met coronae scheidt twee langwerpige bekkens.
Naast deze belangrijke kenmerken herbergt het gebied duizenden kleine vulkanische constructies (schilden); zeven coronae; lint-tesseraterrein; een aantal breuken en mareruggen, 23 inslagkraters en een kraterloze vlek.

## Geologische structuren in Greenaway
Coronae
- Abundia Corona
- Kamadhenu Corona
- Kubebe Corona
- Nintu Corona
- Rosmerta Corona

Dorsa
- Barbale Dorsa
- Lumo Dorsa

Inslagkraters
- Afua
- Aimee
- Ban Zhao
- Bourke-White
- Budevska
- Callirhoe
- Escoda
- Greenaway
- Himiko
- Hwangcini
- Jutta
- Maria Celeste
- Neeltje
- Němcová
- Ogulbek
- Olena
- Phillis
- Tinyl
- Vigée-Lebrun
- Wilder

Planitiae
- Llorona Planitia

Tesserae
- Gegute Tessera
- Haasttse-baad Tessera
- Snotra Tesserae

Valles
- Ikhwezi Vallis
- Kinsei Vallis